# Saint-Vincent-de-Paul de Paris
Saint-Vincent-de-Paul är en kyrkobyggnad i Paris, invigd åt den helige Vincent de Paul. Kyrkan är belägen vid korsningen mellan Rue d'Abbeville och Rue la Fayette i Paris tionde arrondissement.